# グレン・ニーベリ
グレン・ニーベリ（典: Glenn Nyberg、1988年10月12日 - ）は、スウェーデンのサッカー審判員。2016年からFIFA登録の国際審判員であり、UEFAエリートグループの審判を務めている。

## 来歴
2013年からアルスヴェンスカンで審判員を務める。2016年にはFIFA国際審判員リストに加わり、国際試合も担当。
2023年6月、FIFA U-20ワールドカップ・決勝主審を担当。
2024年6月、EUROを担当する審判団に初めて選出されて、ノックアウトステージ1回戦のフランス対ベルギー戦など3試合の主審を担当した。
7月、パリ五輪の審判団に選出。

## エピソード
- 2024年4月、UEFAチャンピオンズリーグ 2023-24準々決勝、アーセナルとバイエルンミュンヘンが2-2で引き分けた第1戦[注 1]では、アーセナルの選手が自陣のペナルティエリア内でボールを拾ったが、プレーがすでに再開されていたことに気付いていなかった。しかし、アウェーチームのバイエルンにPKは与えられずに物議を醸した[1]。

- 7月、パリ五輪のグループB、アルゼンチン対モロッコ戦では、1点を追うアルゼンチンが試合終了間際に同点ゴールを決めた後に、判定を不服としたモロッコサポーターがピッチに乱入して2-2で90+16分に中断されて試合も終了かと思われた[注 2]。しかし2時間後に無観客試合として再開され、アルゼンチンのゴールを取り消して1-2のまま残り時間を進行、モロッコの勝利とする判定を下した[2]。